# Magdalenengarten
El Jardín Magdalena en alemán: Magdalenengarten, es una rosaleda y jardín barroco que es uno de los parques históricos más antiguos de Baja Sajonia, de unas 6 hectáreas de extensión, que se encuentra en Hildesheim, Alemania.
Está catalogado como "Niedersachsen Baudenkmal", monumento de la herencia cultural de Baja Sajonia. Junto con el conjunto de iglesias entre las que se encuentra está catalogado como Patrimonio de la Humanidad en la lista de la UNESCO.

## Localización
Se ubica entre las iglesias de St. Magdalenen y a la iglesia románica de Michaeliskirche. Está situado en el centro de Hildesheim, inmediatamente al oeste de la muralla medieval bien conservada aquí, cerca de la Iglesia de Santa Magdalena y cerca del Antiguo Mercado (Alter Markt). Al norte y al oeste del "Magdalenengarten" está limitada por el alto muro, al sur por los terrenos de la casa de reposo "Magdalenenhof". La entrada al parque es accesible desde los jardines de la casa de reposo para todos. Desde la estación de "Museum" de las líneas de autobuses urbanos 1, 4 y 5, el "Magdalenengarten", "Burgstraße" pueden ser alcanzados en diez minutos a pie.
Magdalenengarten Burgstraße, D-38106 Hildesheim, Niedersachsen-Baja Sajonia, Deutschland-Alemania
Planos y vistas satelitales.52°9′8.6″N 9°56′28.3″E / 52.152389, 9.941194
Está abierto a diario al acceso público.

## Historia
En Hildesheim fue fundado un monasterio en 1224 fuera de las murallas de la ciudad, los comedores del penitente de las Hermanas de Santa Magdalena el único convento de monjas de la Edad Media en Hildesheim. Las más antiguas fechas de referencia por escrito son de 1235. 
Las monjas vivieron de acuerdo con la regla de San Agustín y popularmente se le llama Süsternstraße lo que recuerda cerca del Magdalenengarten actualmente. El abad del cercano al monasterio de St. Michael dio a las monjas un pedazo de tierra en las inmediaciones de su monasterio. 
En esta tierra, que estaba por debajo de la viña del monasterio Michaelis entre las murallas y el corazón, en el siglo XIII, se creó el huerto y la huerta del convento de St. Magdalena. Entre los años 1720 a 1725 se transformó en un jardín ornamental en el estilo barroco.

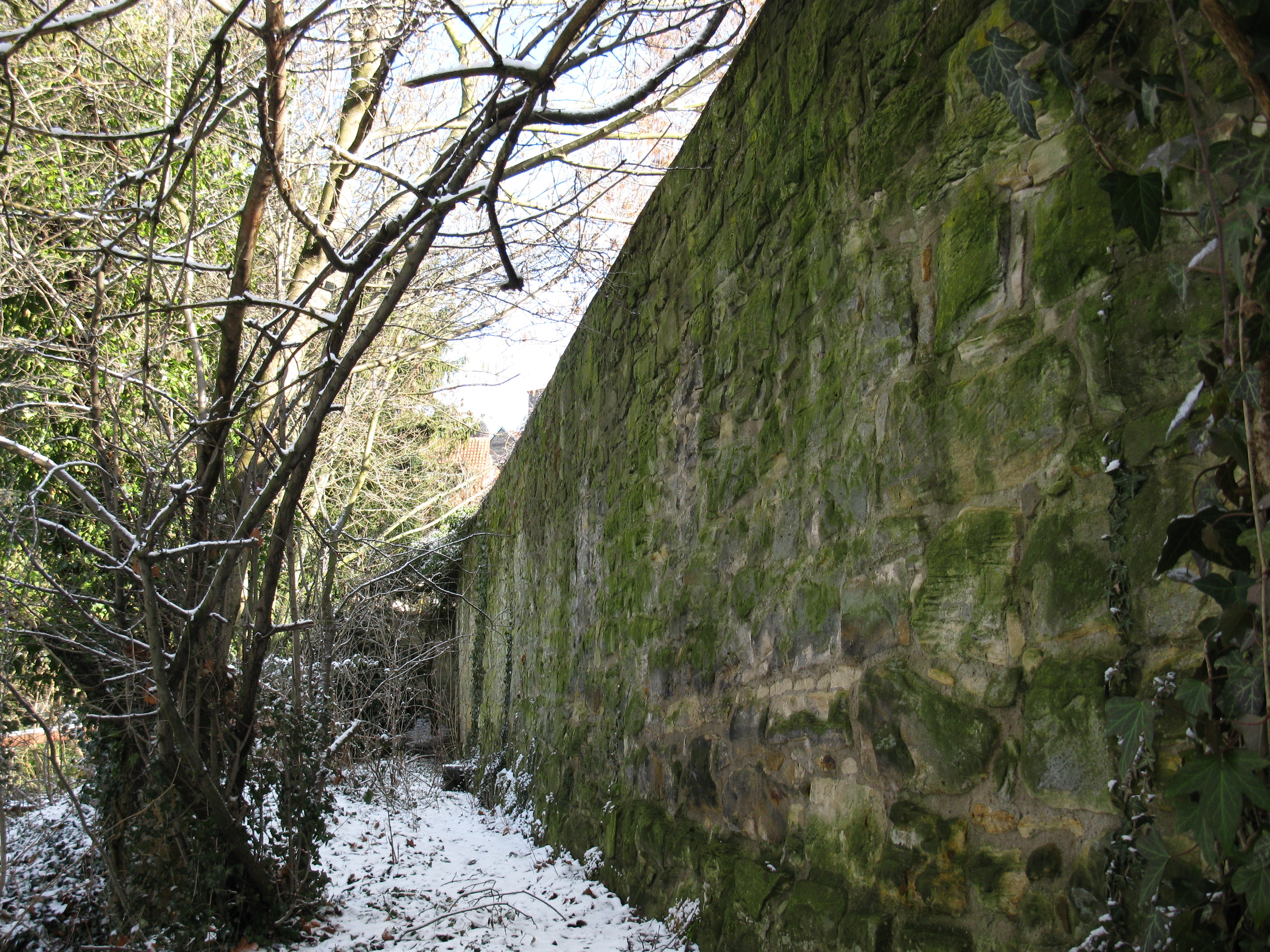
Murallas de la ciudad de la Edad Media en el borde oriental de la Magdalenengartens

Como parte de la secularización, el monasterio fue disuelto en 1810 y en 1827 se convirtió en un asilo de curación de ancianos. Un alto muro fue erigido en 1827  con el fin de que los pacientee en el jardín pudieran escapar de la mirada de los paseantes en las murallas. Durante la Segunda Guerra Mundial sirvió al antiguo jardín del monasterio para la recuperación de los pacientes y no estaba abierto al público. El 22 de De marzo de 1945 fueron destruidos por las bombas los antiguos edificios del monasterio y de la Iglesia de la Magdalena y el jardín fue devastado. Después de la reconstrucción se enseña en 1952 que aquí todavía existe hoy en día, una casa de retiro, la cual utiliza el jardín para los residentes.
Según los planos originales de la época del barroco fue creado en 2003 el jardín Magdalena en el estilo de principios del siglo XVIII bajo la dirección del arquitecto paisajista Dr. Hans-Joachim Tute. El trazado original del camino durante la época barroca era todavía reconocible después de la eliminación del césped. En el verano de 2004, el jardín Magdalena fue inaugurado en su forma original como un jardín barroco de nuevo. El Museo de la Rosa fue creado e inaugurado el 1 de junio de 2007.

## Descripción

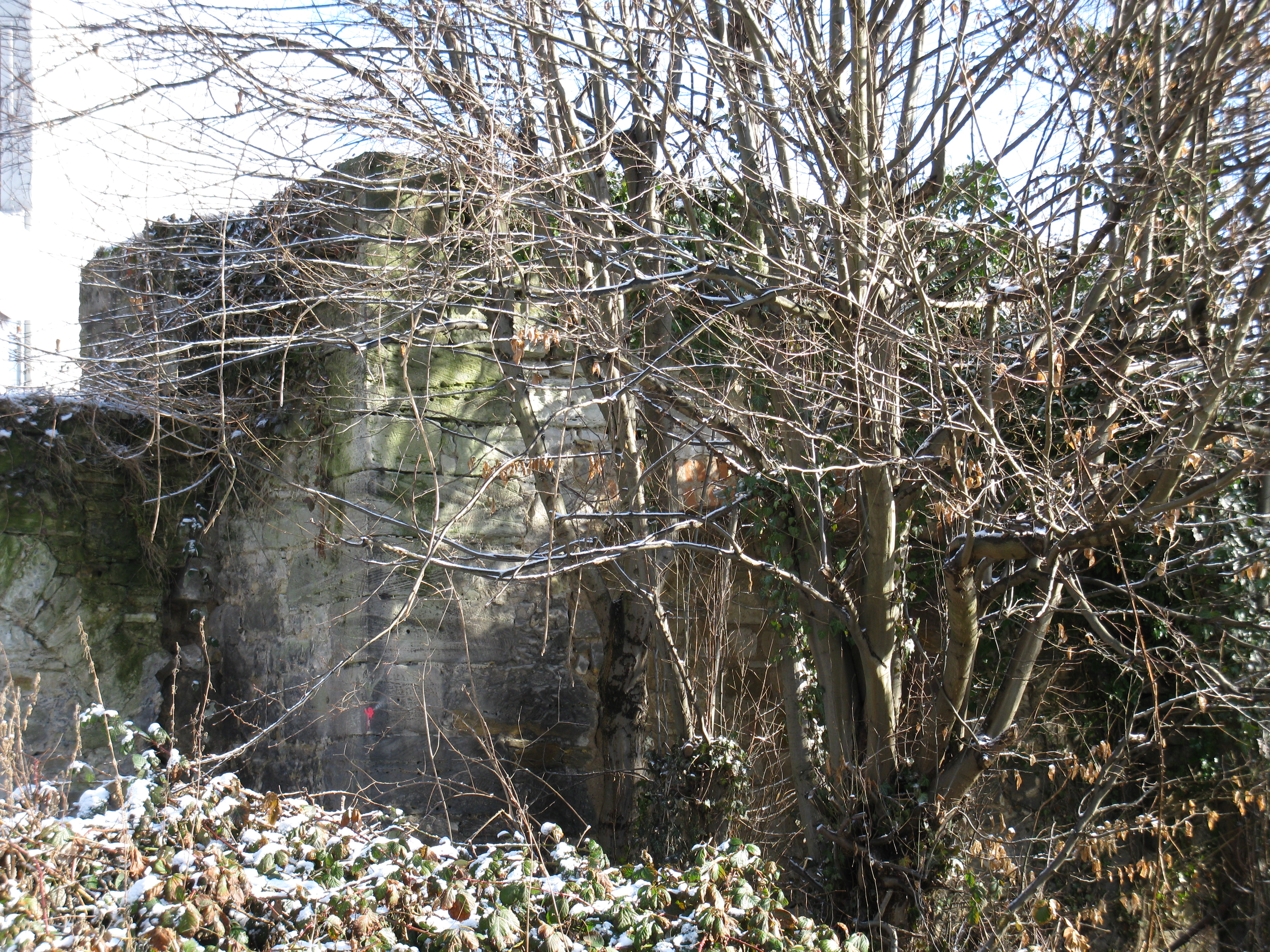
Ruinas de una torre de la Edad Media en Magdalenengarten

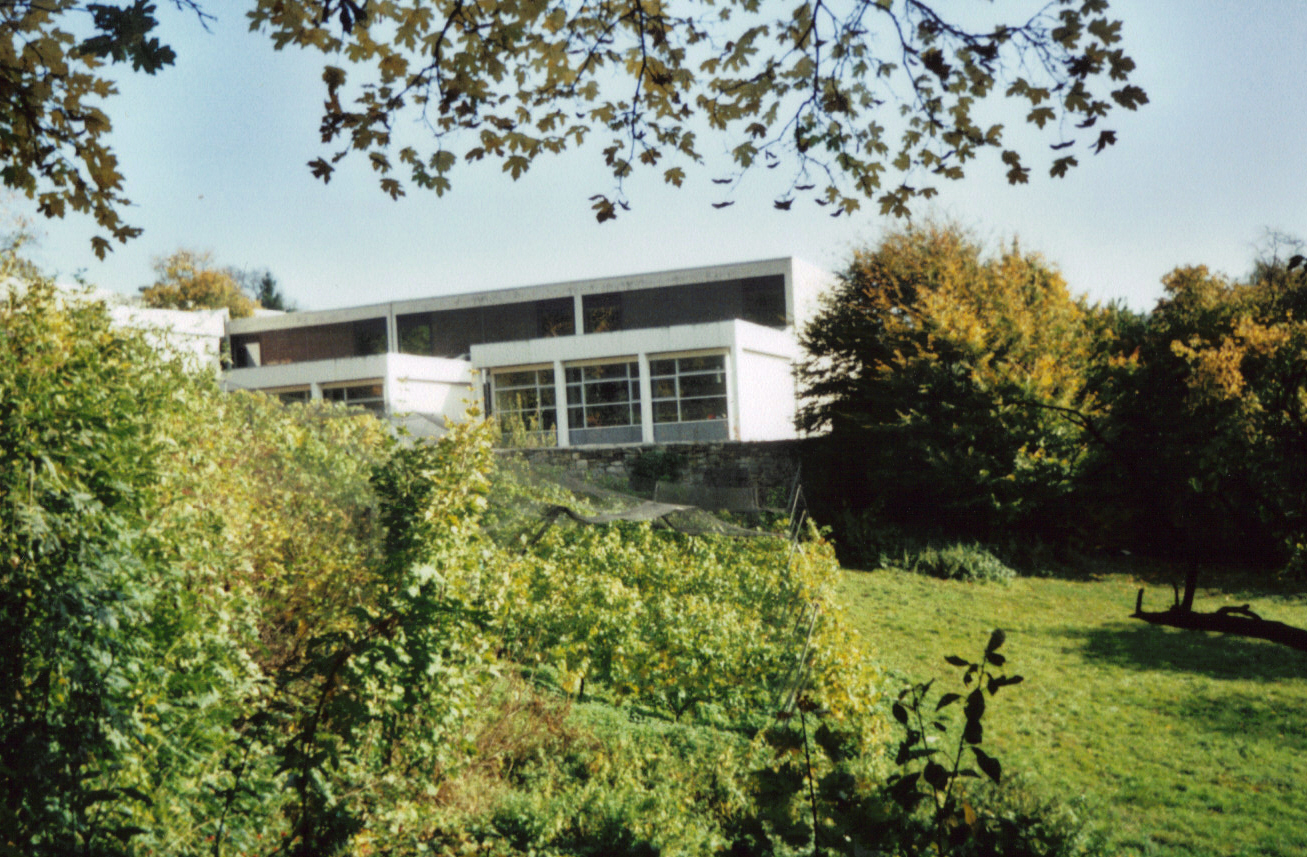
Viñedo en la zona norte de la Magdalenengartens

La parte principal del jardín Magdalena consta de ocho cuadros, cuatro de las cuales forman un "Rosarium" (Rosaleda) con más de 1.500 rosas. En el medio del Rosarium hay una glorieta cubierta con rosas de escalada. En otra plaza hay una oleción de rosas fragantes en otro hay un jardín de hierbas. Desde la entrada del jardín, a 110 m de largo, pistas principales centrales de tráfico en dirección norte-sur, que ya se encuentra en los mapas del siglo XVIII. Termina en una estatua de María de 1959, detrás de la cual hay un huerto. Esto pasa a una pequeña pendiente cierra en la que se produce el vino en la Edad Media y se utiliza desde 1995 como una viña. Por encima de las parras de viñedos de la viña hay un mirador con una hermosa vista.
Al oeste del jardín Magdalena se levanta un muro de piedras naturales, construido en 1827, al este de la misma se extiende a lo largo de varios cientos de metros una parte bien conservada de la muralla medieval de la ciudad de Hildesheim. En el noreste de los jardines Magdalena, destaca el "Viejo Bastión", que en realidad podrían ser los restos de un bastión medieval, con una hermosa vista panorámica. En las inmediaciones de la viña, se encuentran también los restos fácilmente reconocibles de una torre de la muralla de la ciudad.
En el borde occidental de la rosaleda hay una estatua barroca de la diosa romana Ceres sobre un pedestal. Desde aquí se puede llegar por una escalera a la llamada "vista de Michael", un mirador que proporciona una buena visión general de todo el jardín Magdalena y una impresionante vista de la Iglesia de San Miguel. Al este de la rosaleda fueron plantadas varias Magnolias y aquí también hay un mirador.

## Características
En el jardín Magdalena se pueden encontrar, además de las más de 1.500 rosas todavía más de 100 especies de árboles y arbustos diferentes. 
Inaugurado en 2007, conectado al "Museo de la Rosaleda Magdalena" se puede, entre otras cosas informar sobre la historia cultural de la rosa.
Una rareza botánica que se puede admirar en abril, en el oeste del jardín Magdalena es la floración del tulipán silvestre (Tulipa sylvestris). Esta planta protegida es originaria del Mediterráneo y llegó aquí en el siglo XVI como planta ornamental en Alemania. Se encuentra distribuido en algunos jardines que se mantienen de forma asilvestrada y junto a la vieja pared. En Hildesheim ella sale en el jardín frente a Magdalena en el muro Kehrwiederspitze. Tal vez es una reliquia de la plantación barroca.
Una atracción especial en la parte norte del jardín Magdalena es el pequeño viñedo, plantado en 1995 con 198 vides de la variedad "Müller-Thurgau" y tres años más tarde, ya se obtuvo su primera cosecha.
En el borde occidental de la huerta fue construida una "caja de insectos" - un dispositivo con trozos de distintas maderas sin tratar que facilita la nidificación e invernada de diversas especies de insectos.
La estatua barroca de la diosa Ceres con un Putto, mantiene las espigas de trigo en la mano, fue realizada hacia 1720 y situado en el oeste de los jardines de la Magdalena en 2005. Su origen no está claro. Desde 1945 ha estado albegada en la colección de esculturas de piedra del "Roemer-und Pelizaeus-Museum Hildesheim", que se disolvió en 1998. 

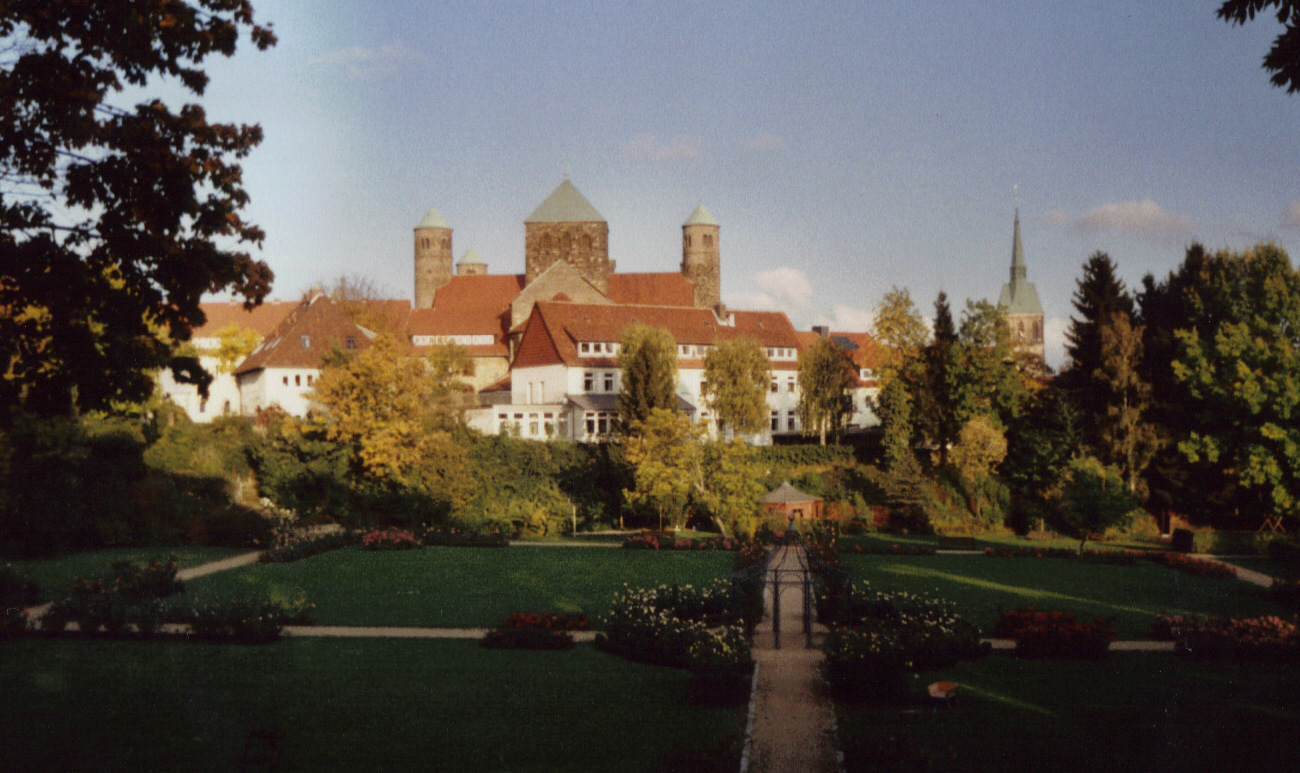
Vista de "Michaelis kirche" desde "Magdalenengarten".
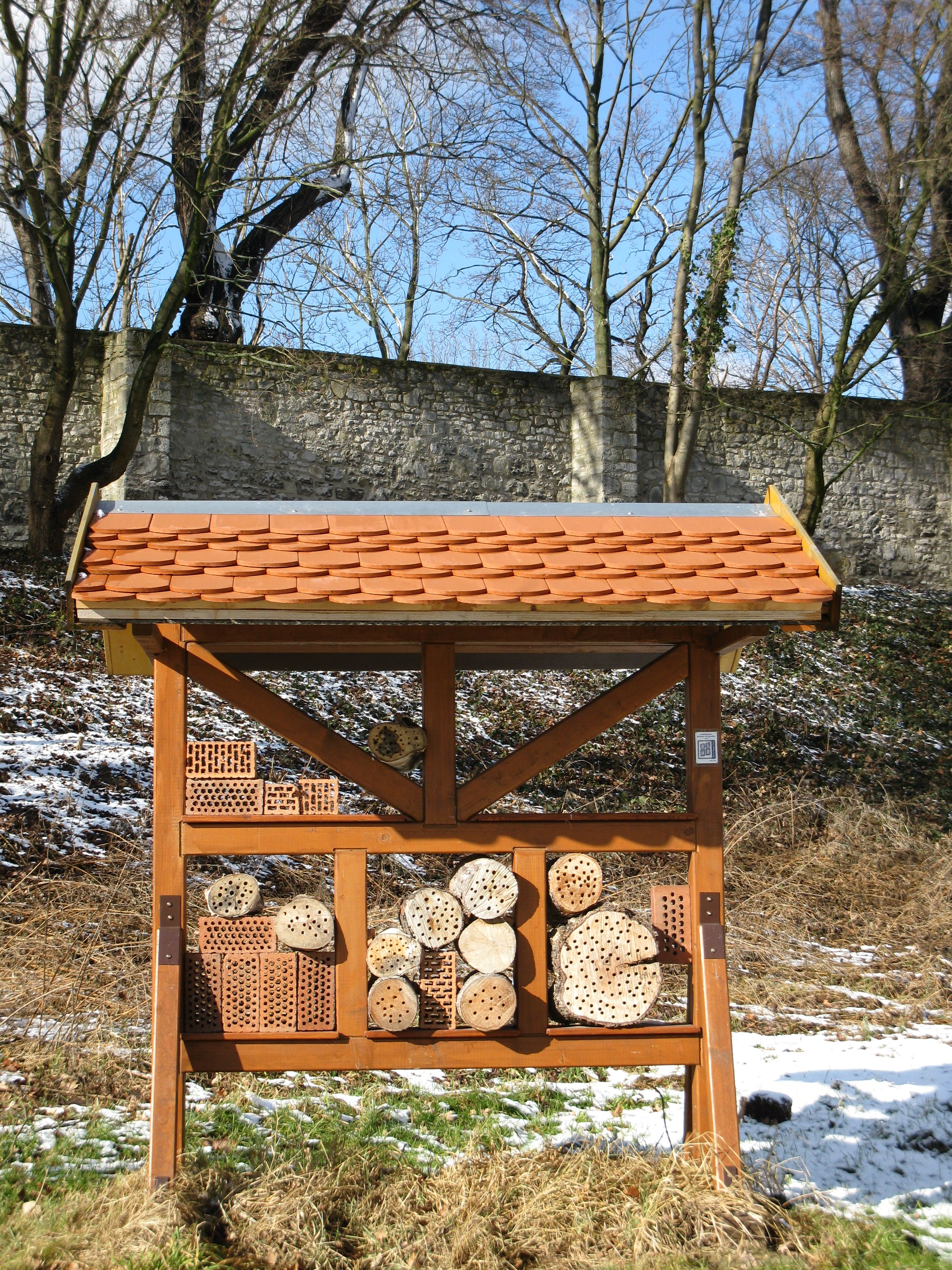
Una caja de insectos en el jardín botánico.
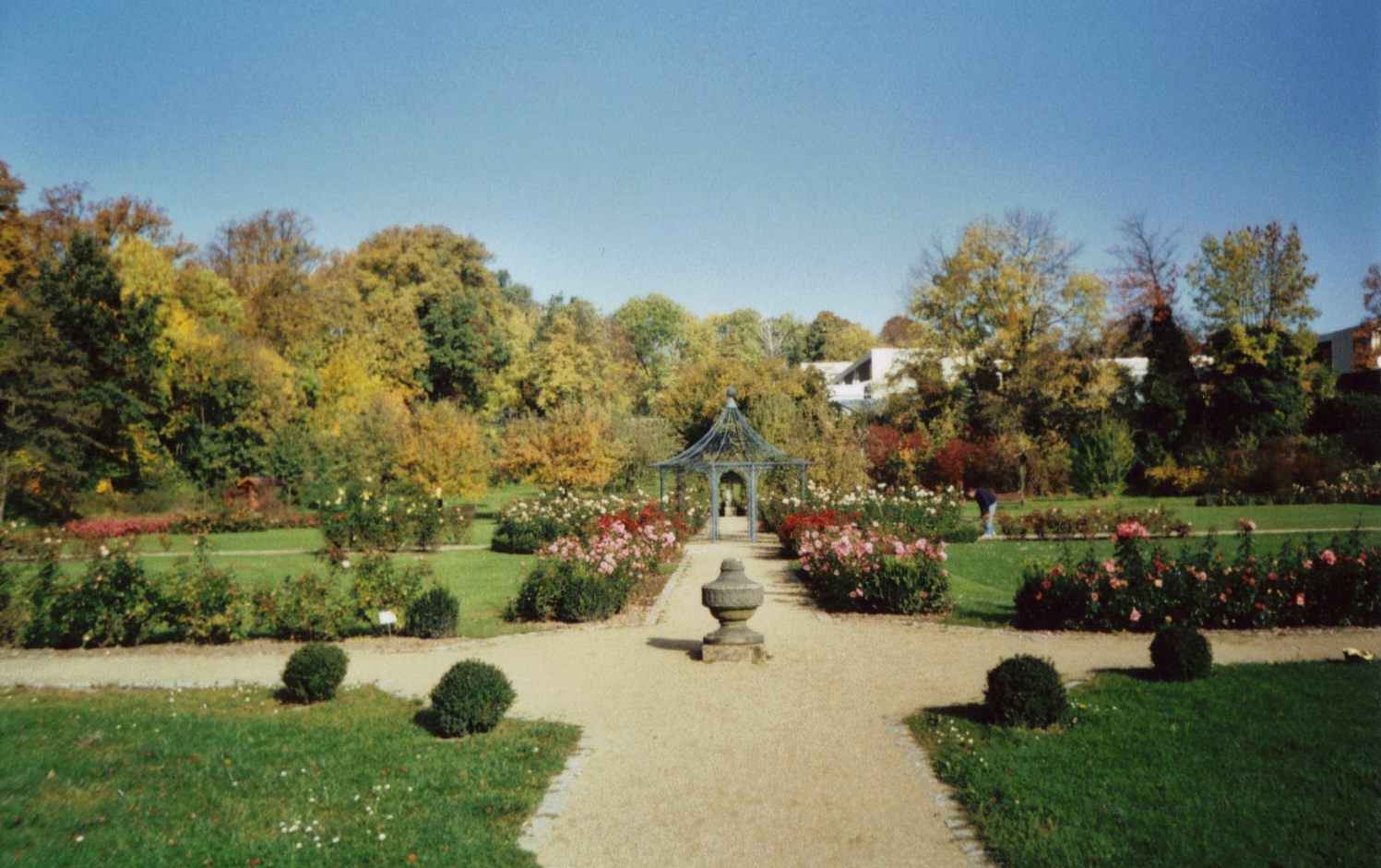
Vista parcial de "Magdalenengarten".
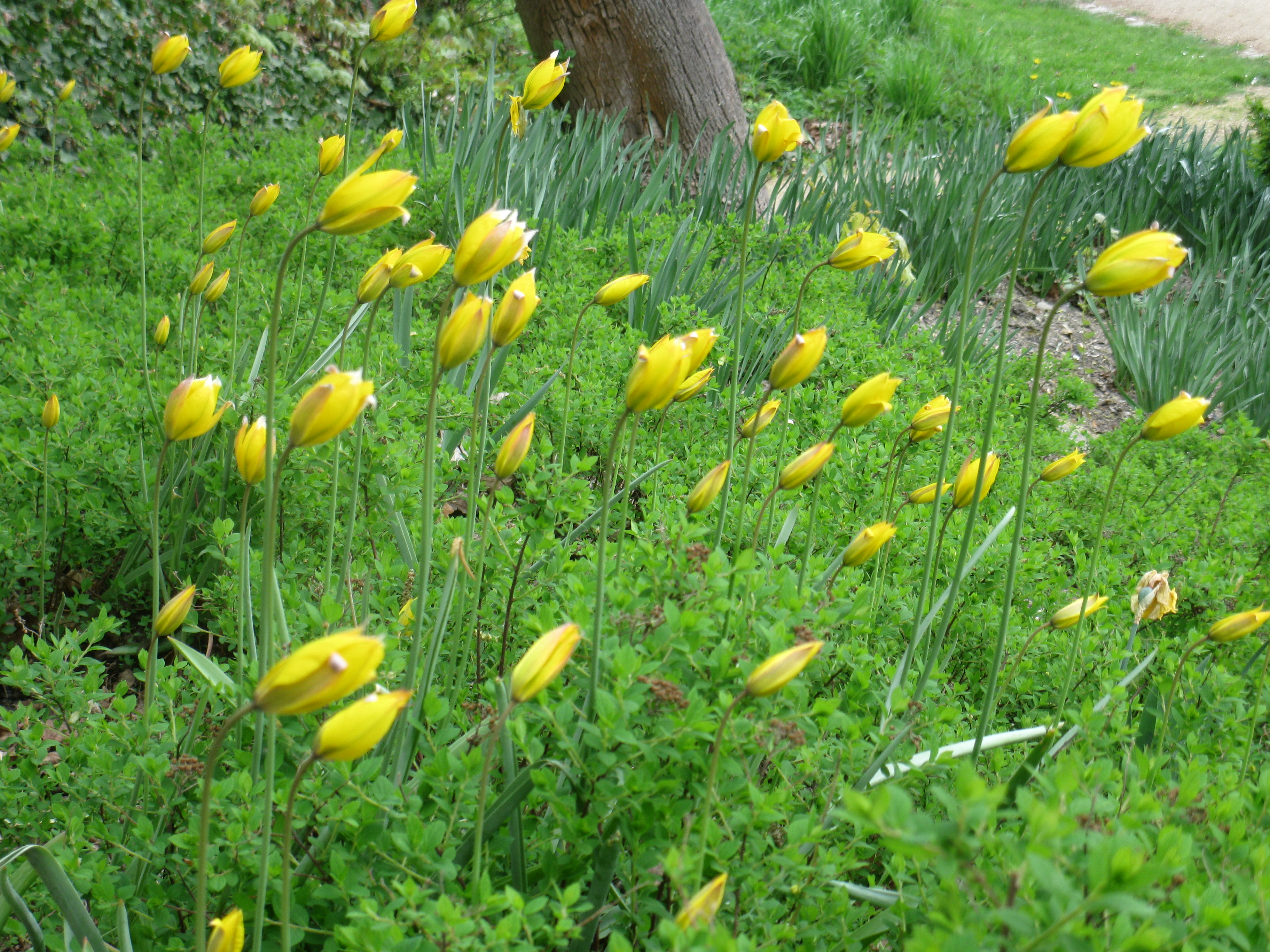
Tulipanes silvestres (Tulipa sylvestris) en "Magdalenengarten".